# União do Sul
União do Sul är en kommun i Brasilien.   Den ligger i delstaten Mato Grosso, i den centrala delen av landet, 800 km nordväst om huvudstaden Brasília. Antalet invånare är 3 767.
I omgivningarna runt União do Sul växer i huvudsak städsegrön lövskog. Trakten runt União do Sul är nära nog obefolkad, med mindre än två invånare per kvadratkilometer.